# Progressione del record italiano dei 400 metri ostacoli femminili

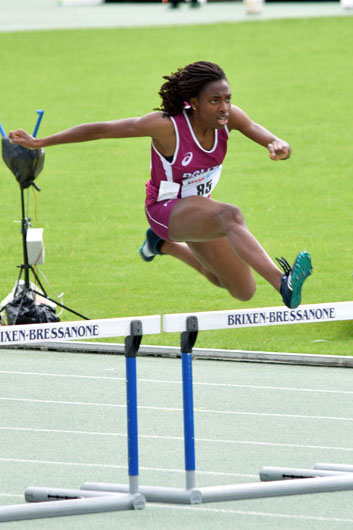
Ayomide Folorunso, detentrice del record italiano dei 400 metri ostacoli dal 2022.

La voce seguente illustra la progressione del record italiano dei 400 metri ostacoli femminili di atletica leggera.
Il primo record italiano femminile su questa distanza venne ratificato il 20 aprile 1975. 

## Progressione

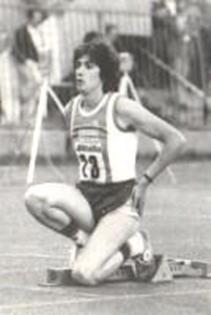
Rita Bottiglieri, detentrice del record italiano dal 1976 al 1984.

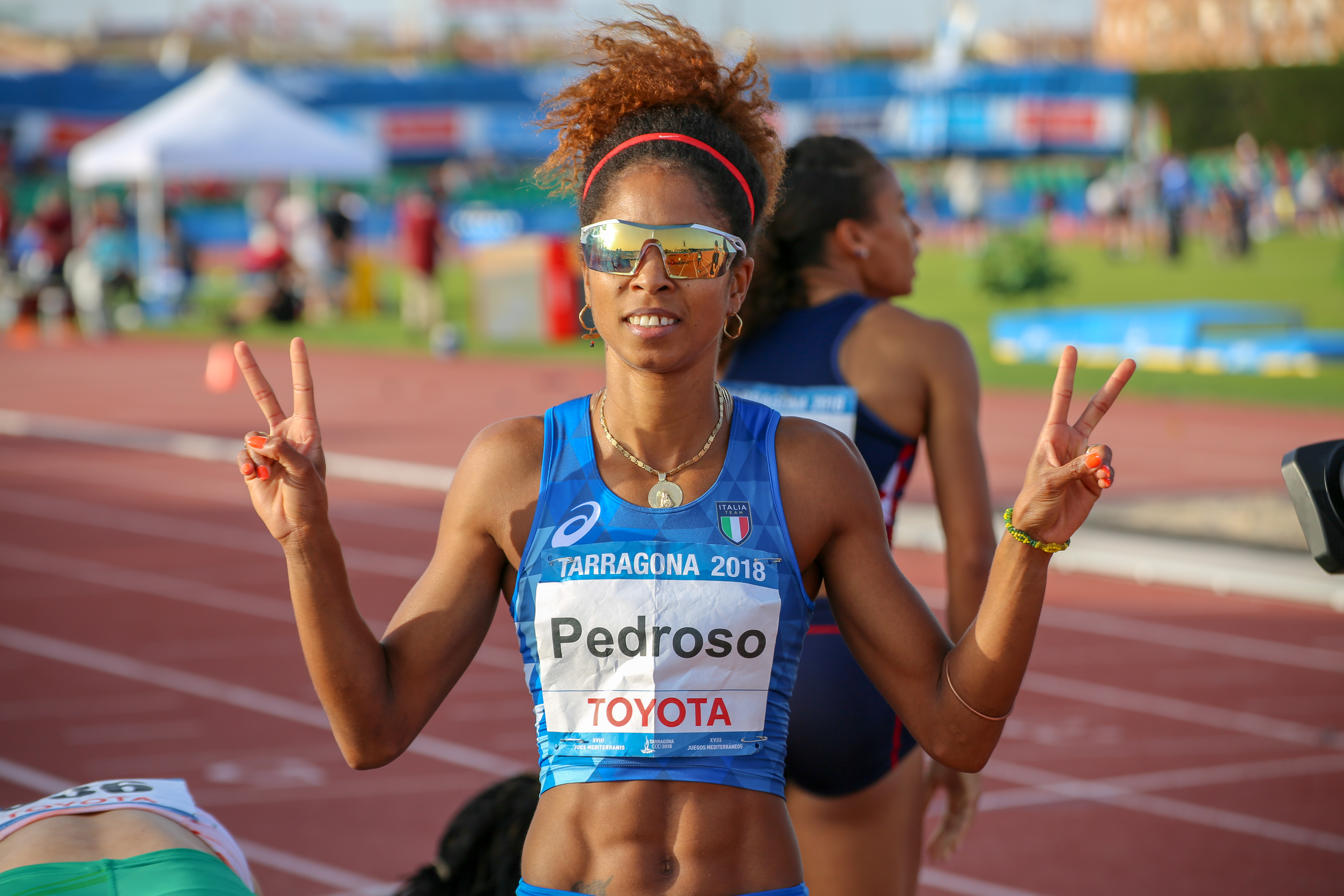
Yadisleidy Pedroso, detentrice del record italiano dal 2013 al 2022.

| Tempo  | Atleta               | Società                          | Luogo       | Data              | Note  |
| ------ | -------------------- | -------------------------------- | ----------- | ----------------- | ----- |
| 1'03"2 | Carla Lunghi         | CUS Genova                       | Bologna     | 20 aprile 1975    | m     |
| 58"1   | Rita Bottiglieri     | Snia Milano                      | Brescia     | 17 ottobre 1976   | m     |
| 57"35  | Rita Bottiglieri     | FIAT Officine Meccaniche Brescia | Torino      | 5 giugno 1977     |       |
| 57"13  | Rita Bottiglieri     | FIAT Sud Lazio                   | Agrigento   | 5 agosto 1980     |       |
| 56"76  | Rita Bottiglieri     | FIAT Sud Lazio                   | Bologna     | 10 settembre 1980 |       |
| 56"45  | Giuseppina Cirulli   | CUS Roma                         | Los Angeles | 6 agosto 1984     |       |
| 56"44  | Giuseppina Cirulli   | CUS Roma                         | Catania     | 7 settembre 1984  |       |
| 56"29  | Irmgard Trojer       | SSV Brunico                      | Sestriere   | 11 agosto 1988    |       |
| 55"74  | Irmgard Trojer       | SSV Brunico                      | Seul        | 25 settembre 1988 |       |
| 55"62  | Irmgard Trojer       | SSV Brunico                      | Torino      | 11 giugno 1991    |       |
| 55"55  | Irmgard Trojer       | SSV Brunico                      | Barcellona  | 22 giugno 1991    |       |
| 55"42  | Irmgard Trojer       | SSV Brunico                      | Atene       | 10 luglio 1991    |       |
| 55"10  | Monika Niederstatter | SV Lana                          | Siviglia    | 22 agosto 1999    |       |
| 54"79  | Benedetta Ceccarelli | Fondiaria-SAI Atletica           | Rieti       | 28 agosto 2005    |       |
| 54"54  | Yadisleidy Pedroso   | CUS Pisa Atletica Cascina        | Shanghai    | 18 maggio 2013    | [ 1 ] |
| 54"34  | Ayomide Folorunso    | Gruppo Sportivo Fiamme Oro       | Eugene      | 20 luglio 2022    | [ 2 ] |
| 54"22  | Ayomide Folorunso    | Gruppo Sportivo Fiamme Oro       | Molfetta    | 30 luglio 2023    |       |
| 53"89  | Ayomide Folorunso    | Gruppo Sportivo Fiamme Oro       | Budapest    | 22 agosto 2023    |       |